# Typ 4 Ha-To
Typ 4 Ha–To bylo samohybné dělo vyvinuté během druhé světové války japonskou císařskou armádou.

## Historie a design
Typ 4 Ha–To byl představen ke konci roku 1943 jako mobilní palebná podpora používající moždíř Typ 3 ráže 300 mm. Jako podvozek byl zvolen výrazně upravený střední tank Typ 4 Chi–To. Moždíř měl dostřel 3 kilometry a vystřeloval 170 kilogramové projektily. Samotná zbraň vážila 1,5 tuny a aby se vozidlo při střelbě nepřevrátilo, muselo využívat pro náměr jen spodních 50 stupňů.
První prototyp byl vyroben ke konci roku 1944 a předán japonské armádě k testování. Ačkoliv to byla účinná zbraň, byla náročná na výrobu a proto technické oddělení japonské armády přesunulo svůj zájem na samohybné salvové raketomety.
Před porážkou Japonska byly vyrobeny další tři kusy, ale žádný nebyl použit v boji.